# П'ємонтит
П′ємонти́т (рос. пьемонтит; англ. piemontite; нім. Piemontit m) — мінерал, складний силікат кальцію, алюмінію, заліза та манґану, манґановий різновид епідоту.
П'ємонтит вперше був виявлений в 1853 році в Сен-Марселі (П'ємонт у Італії) і описаний Густавом Адольфом Кенготтом, який назвав мінерал за типом місцевості.

## Загальний опис
Хімічна формула:
- 1. За Є. Лазаренком: Ca2(Al, Fe, Mn)2Al[O|OH|SiO4|Si2O7].
- 2. За «Fleischer's Glossary» (2004): Ca2(Al, Mn, Fe)3[SiO4]3(OH).

Містить (%): CaO — 20,9; Al2O3 — 14,3; FeO — 14,9; MnO −14,7; SiO2 — 33,6; H2O — 1,7.
Сингонія моноклінна. Призматичний вид. Утворює призматичні кристали, зернисті маси, масивні агрегати. Спайність ясна. Густина 3,45. Твердість 6,5—6,75. Колір темно-червоний або червонувато-бурий до чорного, фіолетово-червоного. Риса червоняста. Блиск від скляного до перламутрового. Плеохроїчний. Зустрічається в кристалічних сланцях, багатих на манґан, у слабкометаморфізованих рудах манґану, а також у змінених ефузивах. Різновиди, багаті на манґан, приурочені до метасоматичних родовищ манґану.
За назвою місцевості першої знахідки — П'ємонт (Італія).
Зустрічається також в Лонґбан (Швеція), на о. Груа, Бретань (Франція), Джебель-Декхан (Єгипет), на острові Сікоку (Японія).
Назва — (Кенготт, 1853).
Синоніми: манґанепідот.

## Різновиди
Розрізняють:
- вітаміт (П′ємонтит із вмістом Mn2O3 до 1 %).